# Achiam

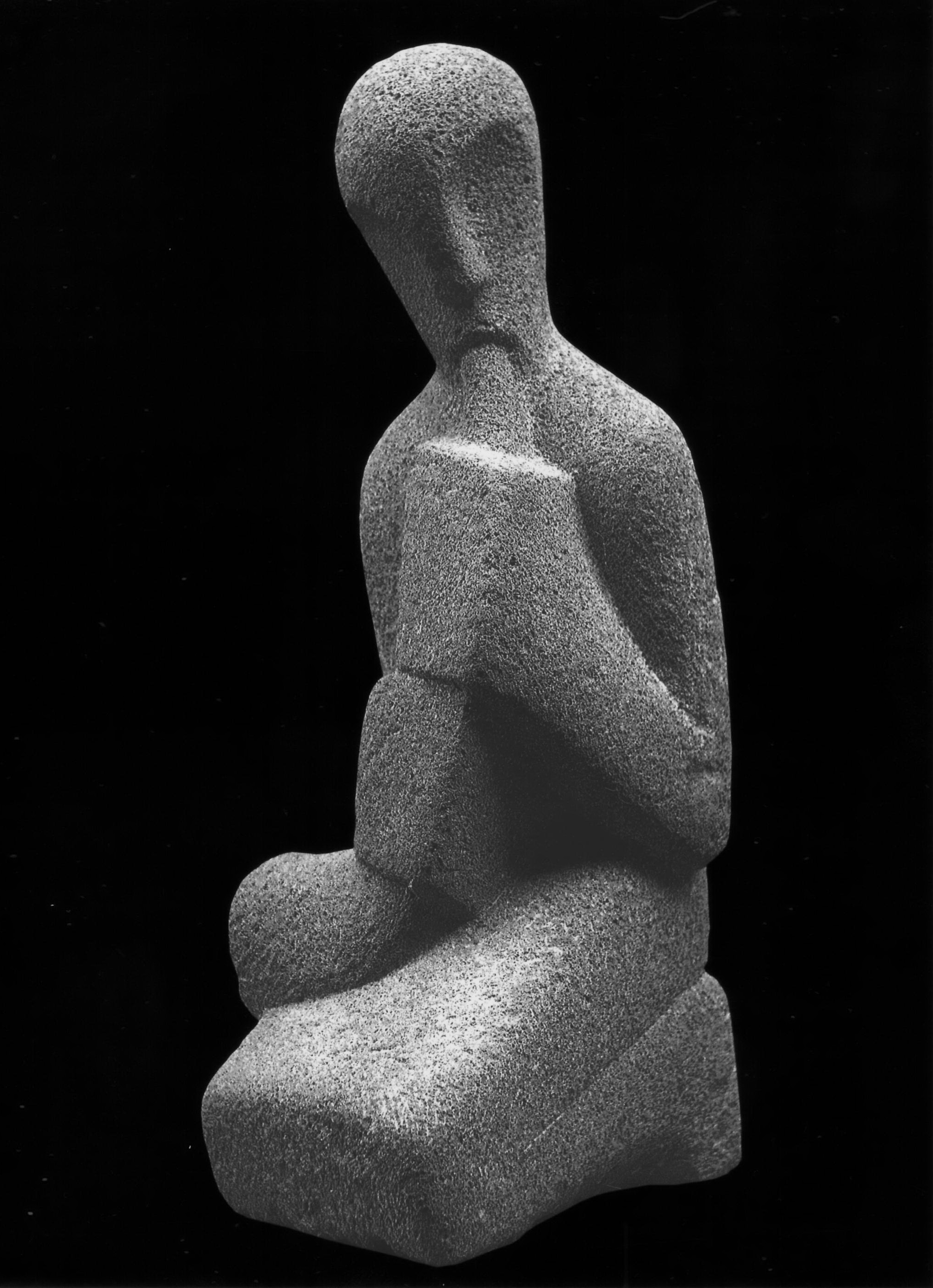
Joueur de corne - basalte
Grand-Prix Grand-Prix des beaux-arts de la Ville de Paris 1965

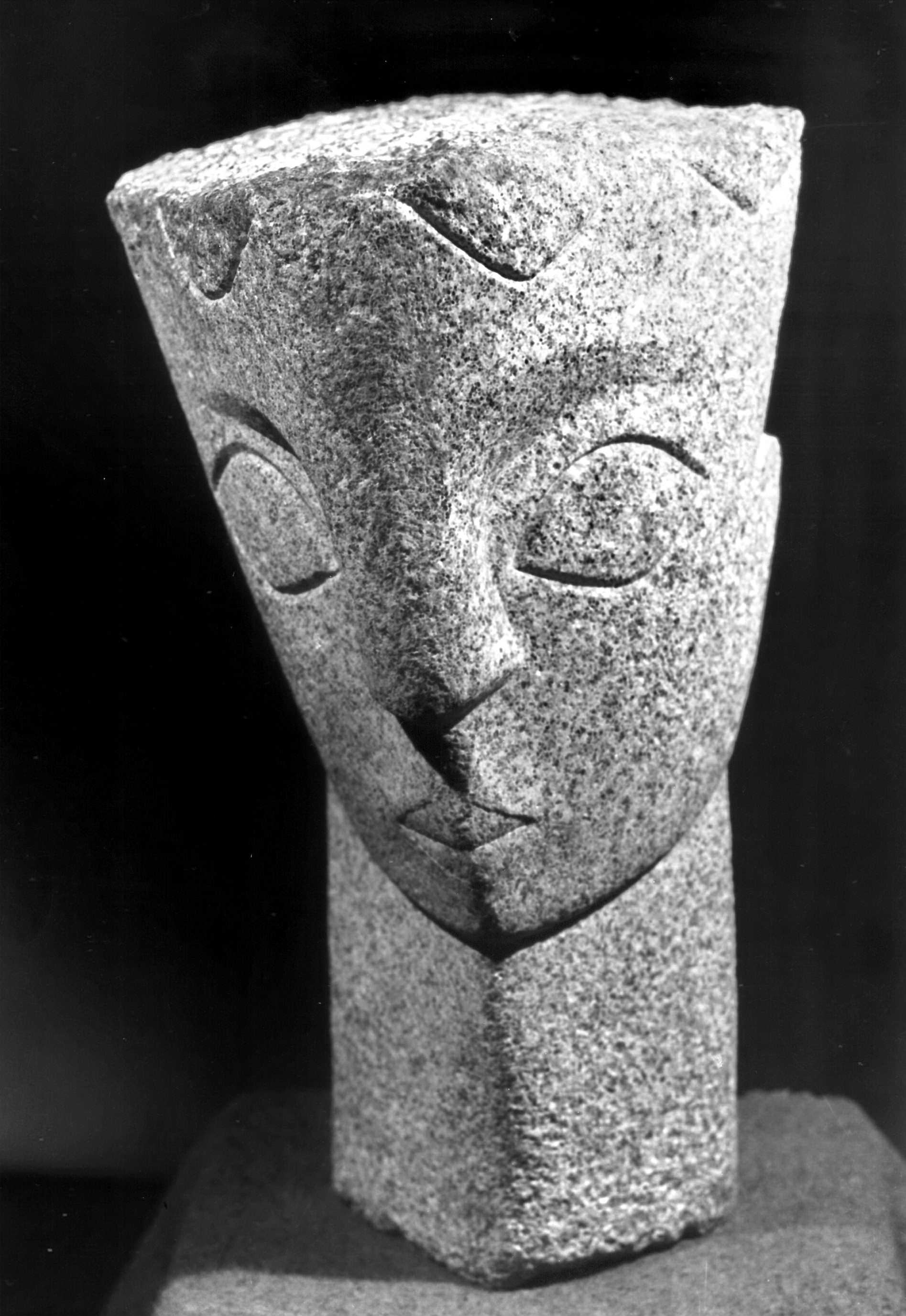
Le Roi David - granit
Collection du Musée de Shuni

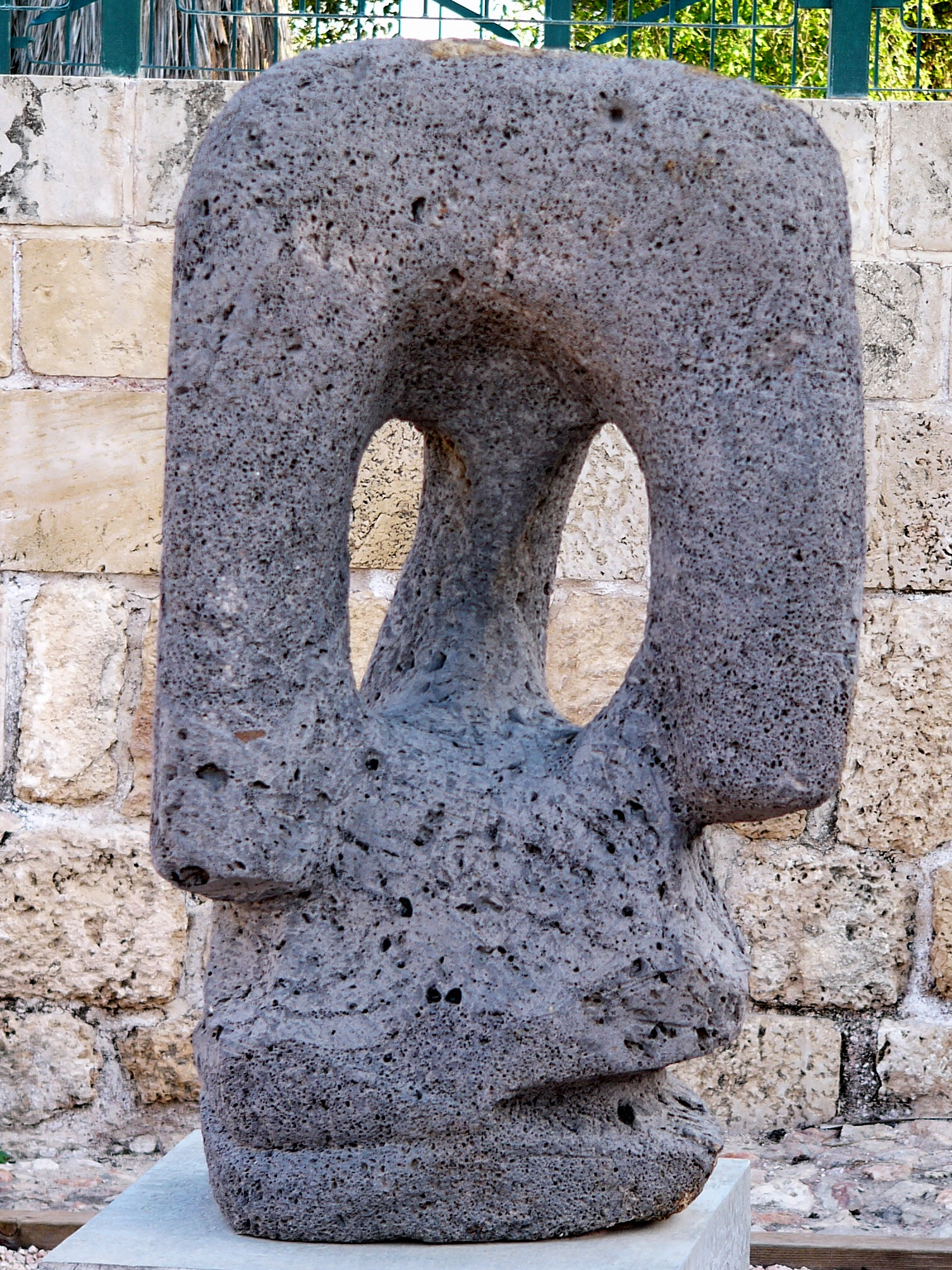
Tête à trois faces - basalte
Collection du Musée de Shuni

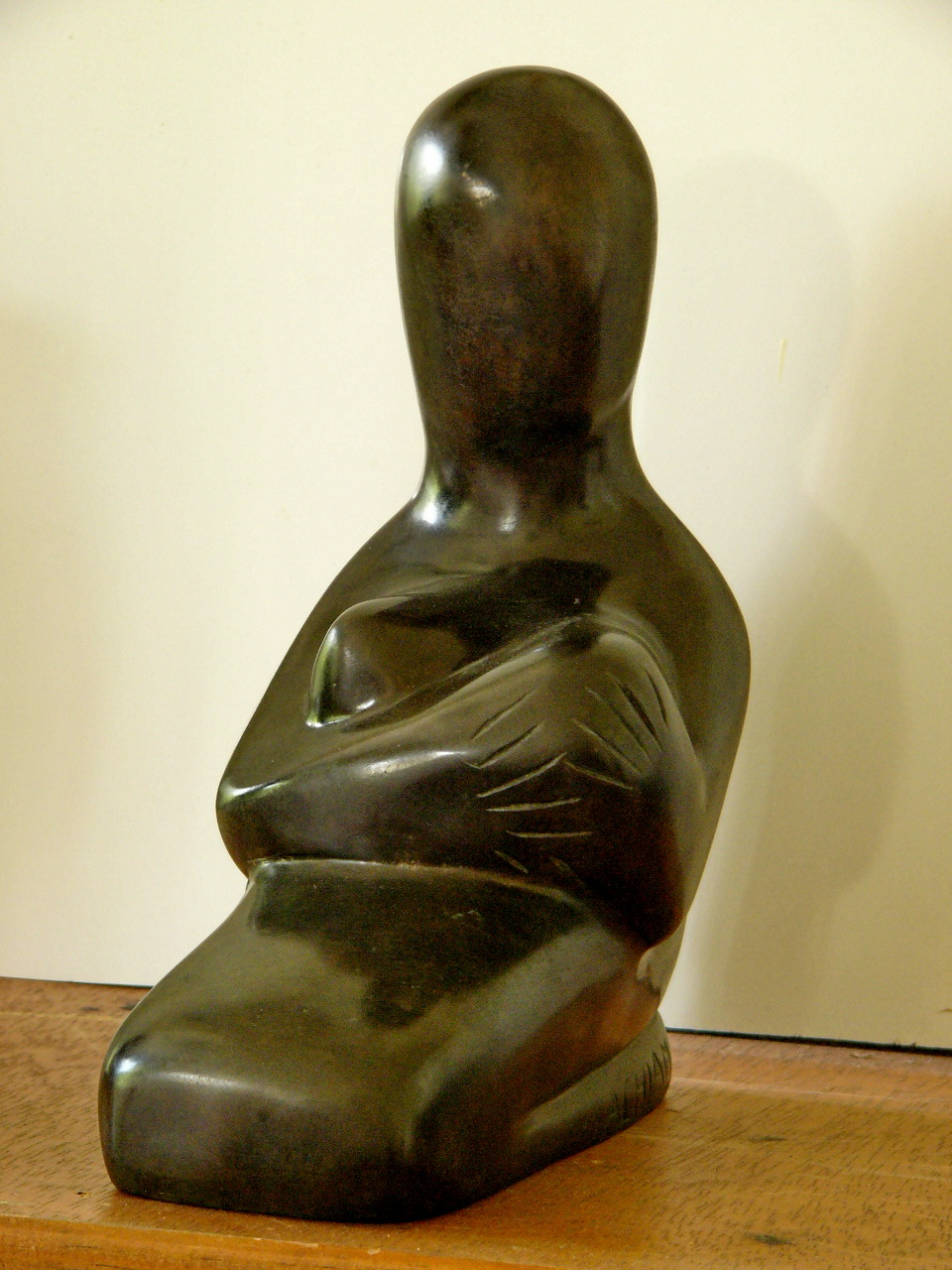
Allaitement (Bronze)

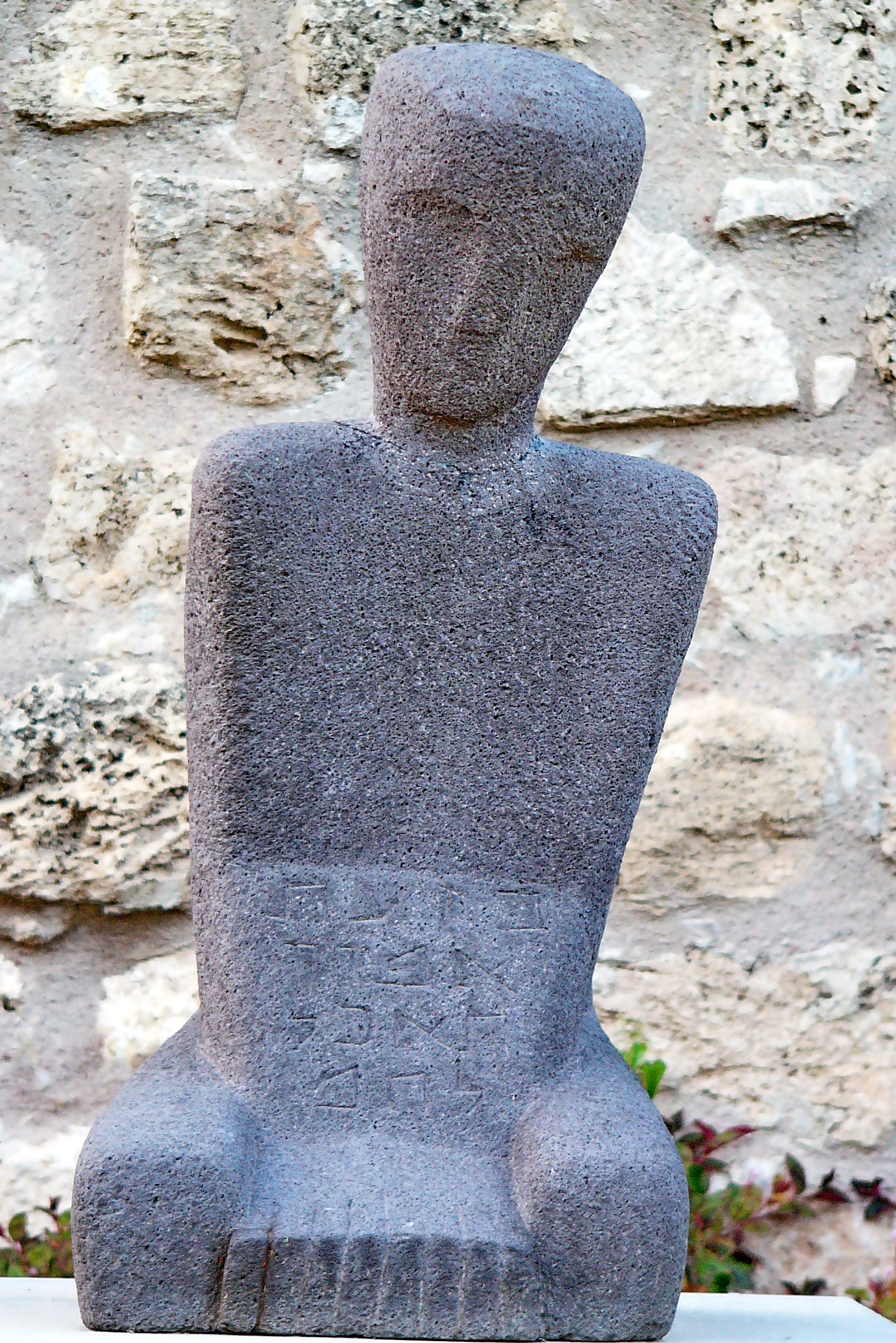
Adam : Tu creuseras la terre à la sueur de ton front - Basalte
Collection du Musée de Shuni

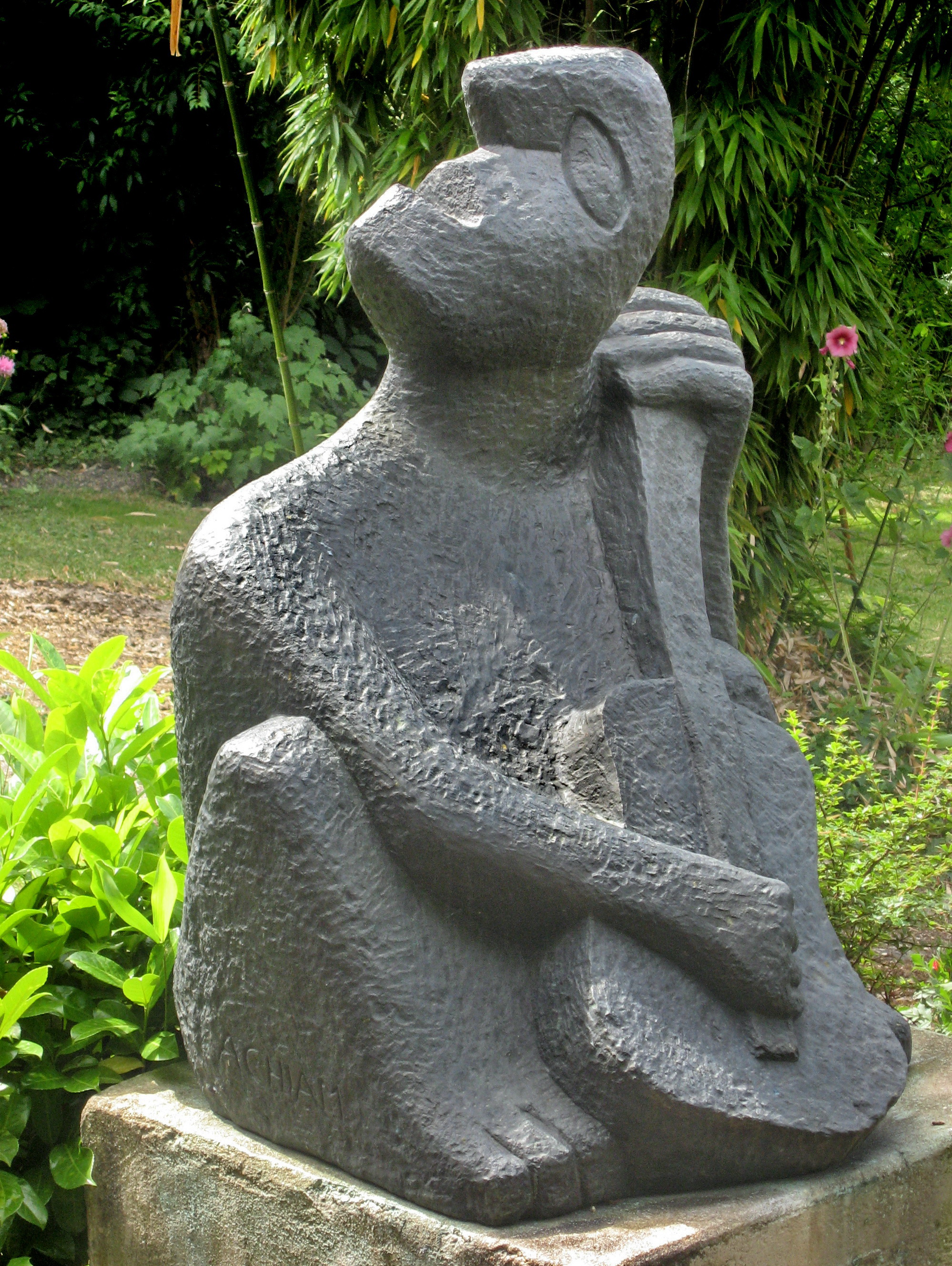
Joueur de guitare (Bronze)

Ahiam Shoshany, dit Achiam, né le 10 février 1916 à Beït-Gan et Israël et mort le 26 mars 2005 à Paris 15e, est un sculpteur franco-israélien établi en région parisienne en 1947.
Il pratique la taille directe sur différentes qualités de pierres (notamment basalte, granit, serpentine, albâtre) et de bois, ainsi que des bronzes, en formes très dépouillées, essentiellement figuratives.

## Biographie
Achiam, né en Galilée, a une enfance de paysan pauvre. Sa formation initiale est l'agronomie. Arrêté par les Britanniques à la suite d'activités politiques, il découvre son talent de sculpteur en gravant des bas-reliefs sur les murs de la prison. Il s'initie aux techniques du sculpteur en travaillant comme tailleur de pierre dans des carrières de Jérusalem.
En 1947, il est invité à Prague, obtient le Grand prix du concours pour la renaissance de la ville martyre de Lidice en  République tchèque, puis décide de se rendre à Paris, comme de nombreux artistes majeurs de l'époque.
Il y travaille sur des pierres de récupération, dans un style d'art brut vite reconnu par Jean Dubuffet. Il est remarqué par Michel Tapié, alors directeur de la galerie René Drouin, qui l'expose en 1948.
À la recherche d'un autre style, il fréquente Montparnasse et notamment La Coupole. Il y rencontre Salvador Dalí, Zadkine, avec lequel il eut de nombreux désaccords, Pablo Picasso et Brancusi, dont il admire les formes simplifiées.
En 1964, Achiam rejoint le « Groupe des Amandiers » fondé par ses voisins d'atelier Claude Malherbe et André Pédoussaut, avec Laurent Lefèvre, Romain, Jean Even, Adriam, Robert Saint-Cricq et Estival.
Il participe régulièrement à de nombreux salons (La Jeune Sculpture, Comparaisons, le Salon d'automne…)  et obtient des distinctions marquantes, dont le Grand prix des beaux-arts de la Ville de Paris en 1965.
Artiste fondamentalement indépendant, Achiam ne se reconnaît dans aucune école artistique, et n'a pas souhaité enseigner.
D'abord peu connue en Israël, son œuvre y est découverte lors de grandes expositions organisées par le Musée Ouvert de Téfen (Galilée - Israël).
En 2003, un musée Achiam, présentant une centaine d'œuvres, est créé dans les thermes de l'amphithéâtre romain de Shuni à Binyamina, en Israël.
Des œuvres monumentales sont visibles à Sèvres, où il vécut, dans les cinq communes de la communauté d'agglomération Arc de Seine (Hauts-de-Seine), dans les collèges de Saint Mamet (Cantal) et Saint-Martin d'Hères, au kibboutz Yif-At (en) (Israël) et au jardin de sculptures de Lavon (en) (Israël), à Sankt Margarethen im Burgenland (Autriche) et Portorož (Slovénie).

## Présentation de l'œuvre
Achiam expliquait :

« Si la sculpture réaliste ne me satisfait pas, la sculpture abstraite : recherche de formes purement esthétiques ne me paraît pas non plus satisfaisante. J'estime que les formes abstraites qui sont belles par elles-mêmes et peuvent être parfaites par leurs trois dimensions, peuvent acquérir une dimension supplémentaire, la « quatrième », lorsqu'elles expriment une signification humaine. Il s'agit là pour moi d'un point essentiel car, si je cherche aussi de belles formes, je veux qu'elles disent l'amour, la joie, la tristesse, etc. Je suis certain que, dans ce domaine, beaucoup reste à réaliser (…)
Si, à l'image de Brancusi, j'utilise des formes qui sont elles-mêmes abstraites, je cherche à construire une composition qui soit en contact étroit avec l'homme et ses sentiments. Ainsi, il est aisé de constater qu'une de mes sculptures, le joueur de Corne constituée de formes abstraites, est en réalité une sculpture figurative évoquant le berger que j'étais en Galilée. »

L'art d'Achiam est donc centré sur l'Homme, la Femme, leurs sentiments, l'amour, l'enfantement, l'allaitement. Il a souvent exprimé sa révolte contre les guerres, les souffrances, les injustices, qui accablent l'humanité.
Une autre source majeure de son inspiration provient de la Bible, de ses héros, prophètes et rois, dont il représente les traits essentiels, en rejetant l'anecdote pour exprimer leur sens universel.
La musique lui permet d'exprimer une recherche de fusion entre l'homme et son instrument. Il représente souvent dans ses œuvres plusieurs sentiments dans le même personnage, dans la même composition. Il représente également des animaux familiers, tels le chien et le chat.
Achiam crée ses œuvres en taille directe, sans utiliser de modèle ni faire de croquis ou de modelages, après avoir longuement cherché le sujet qui « convient » à la pierre. Il choisit des pierres dures pour ses œuvres monumentales (granit, basalte, grès), ou des pierres plus sensuelles pour ses pièces d'intérieur (albâtre, serpentine).

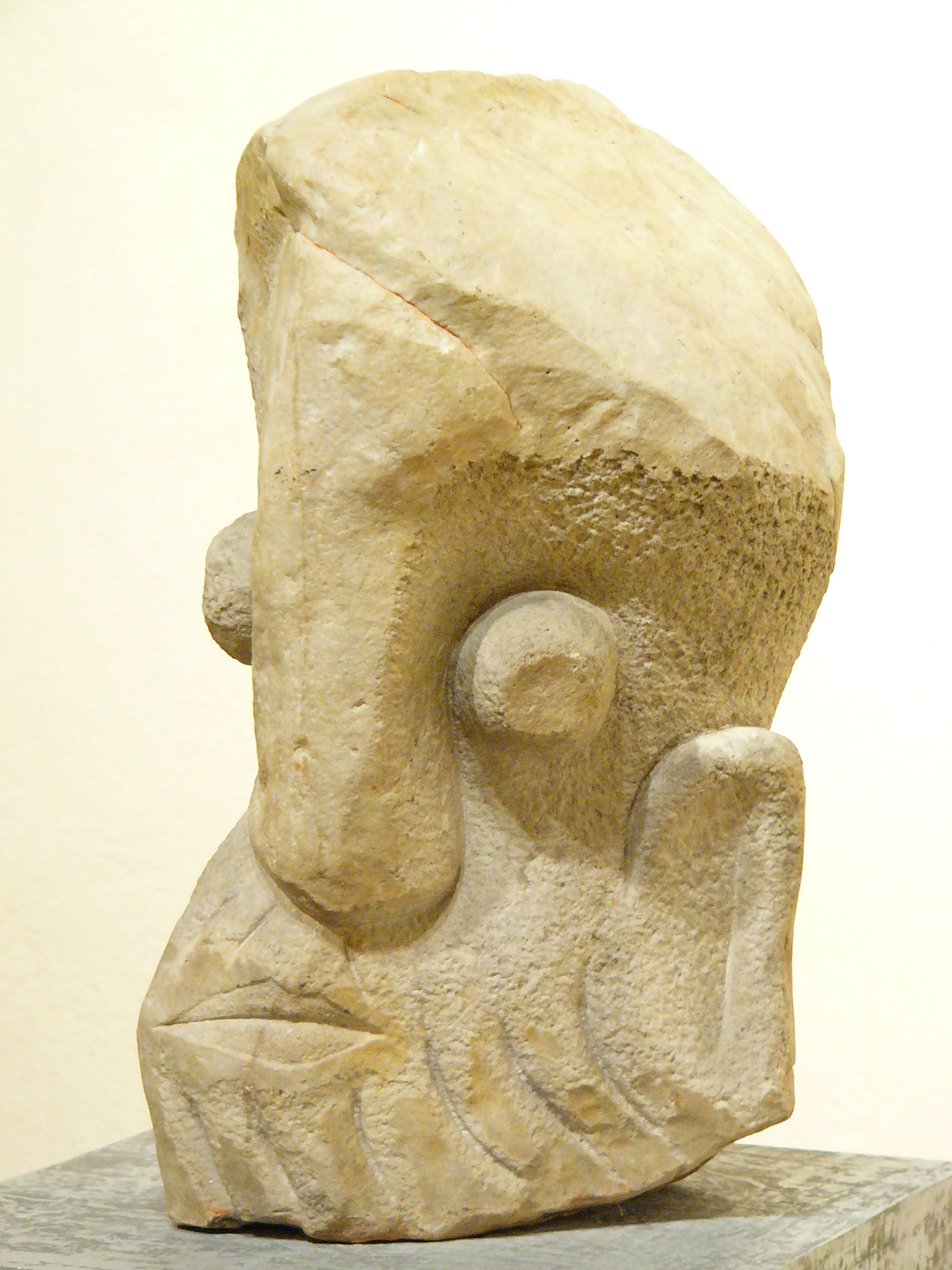
Le Prophète (Quartz)
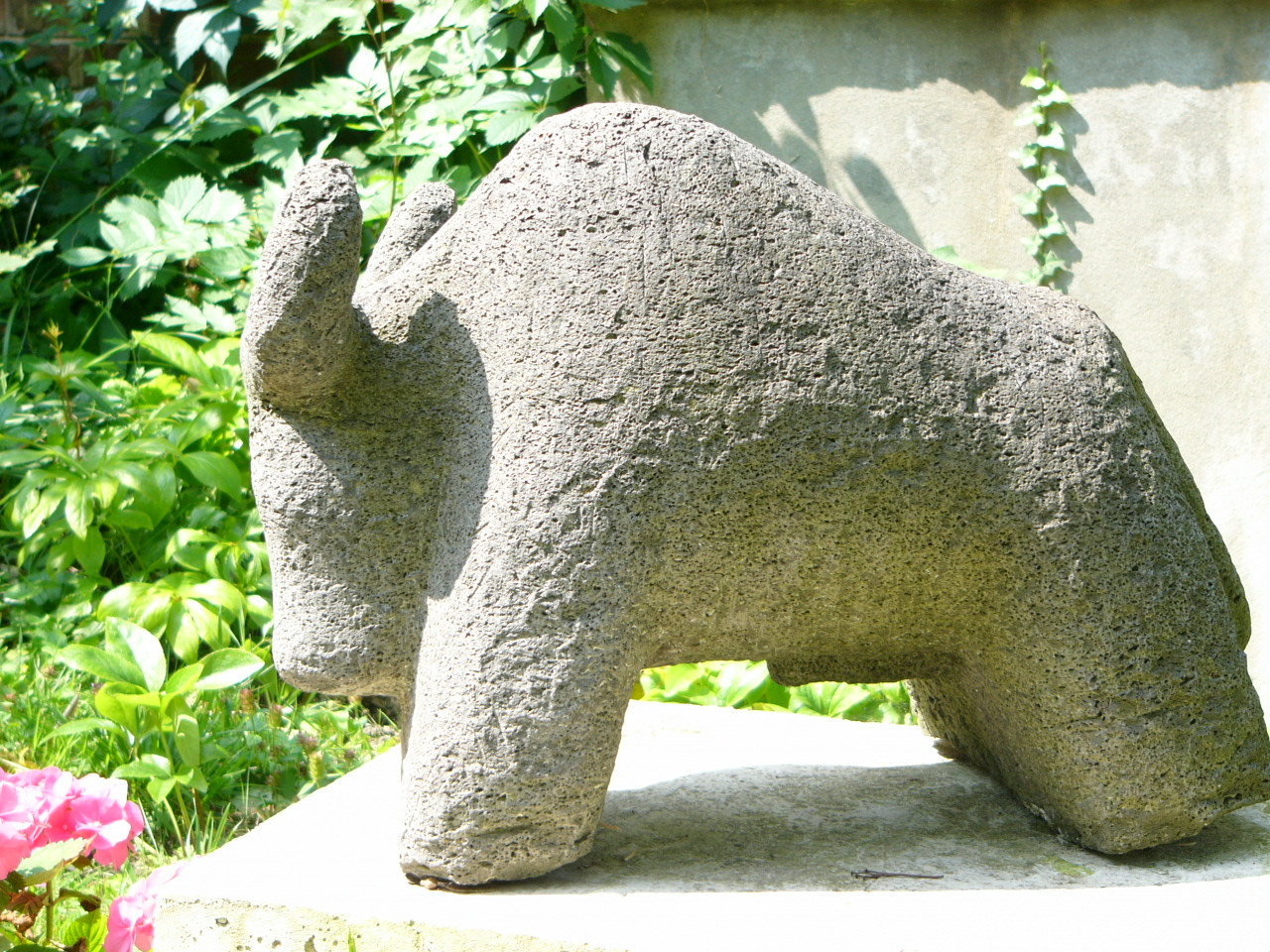
Le bison (Basalte)
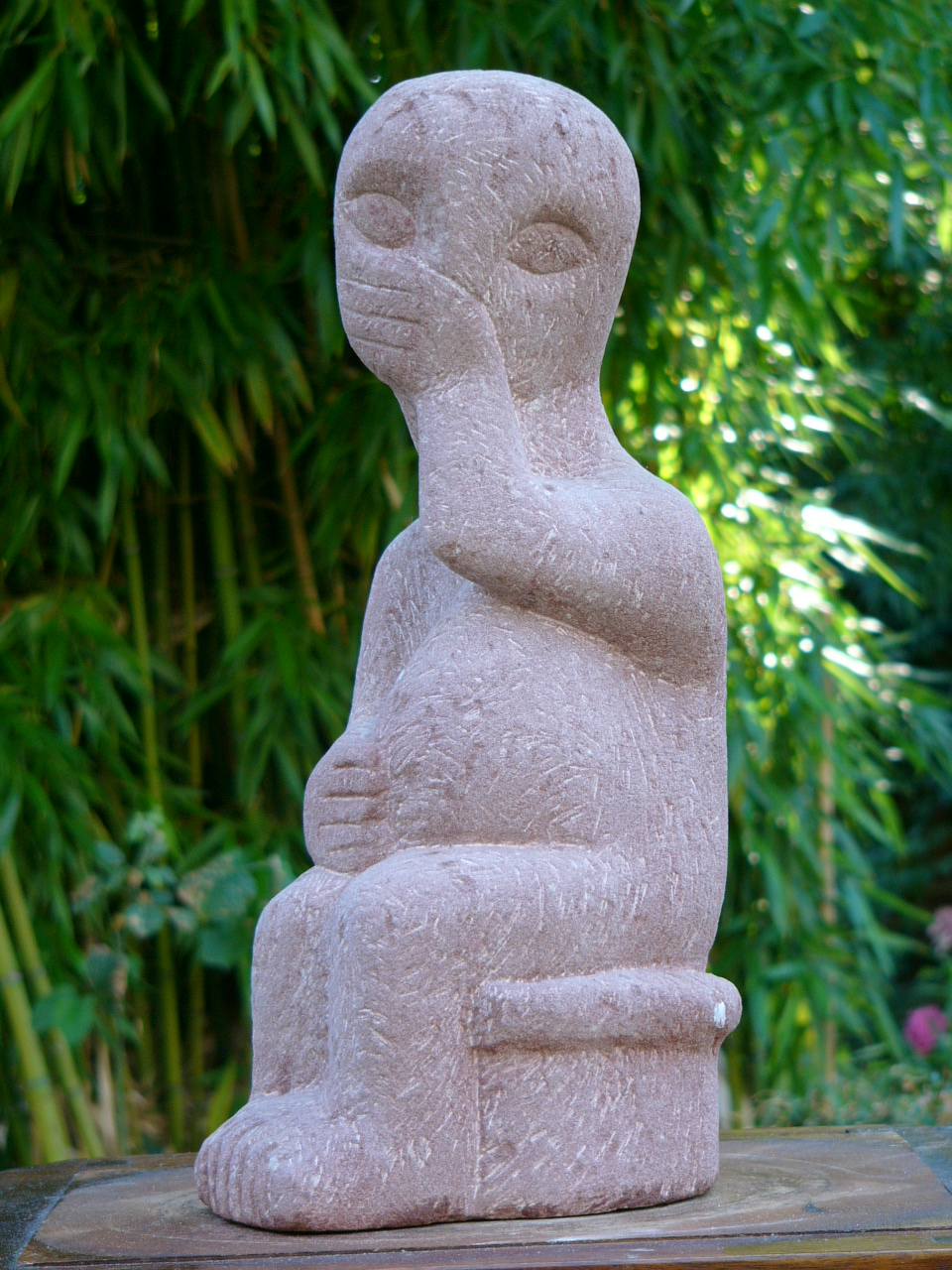
Bébé sur le pot (Grès rose)

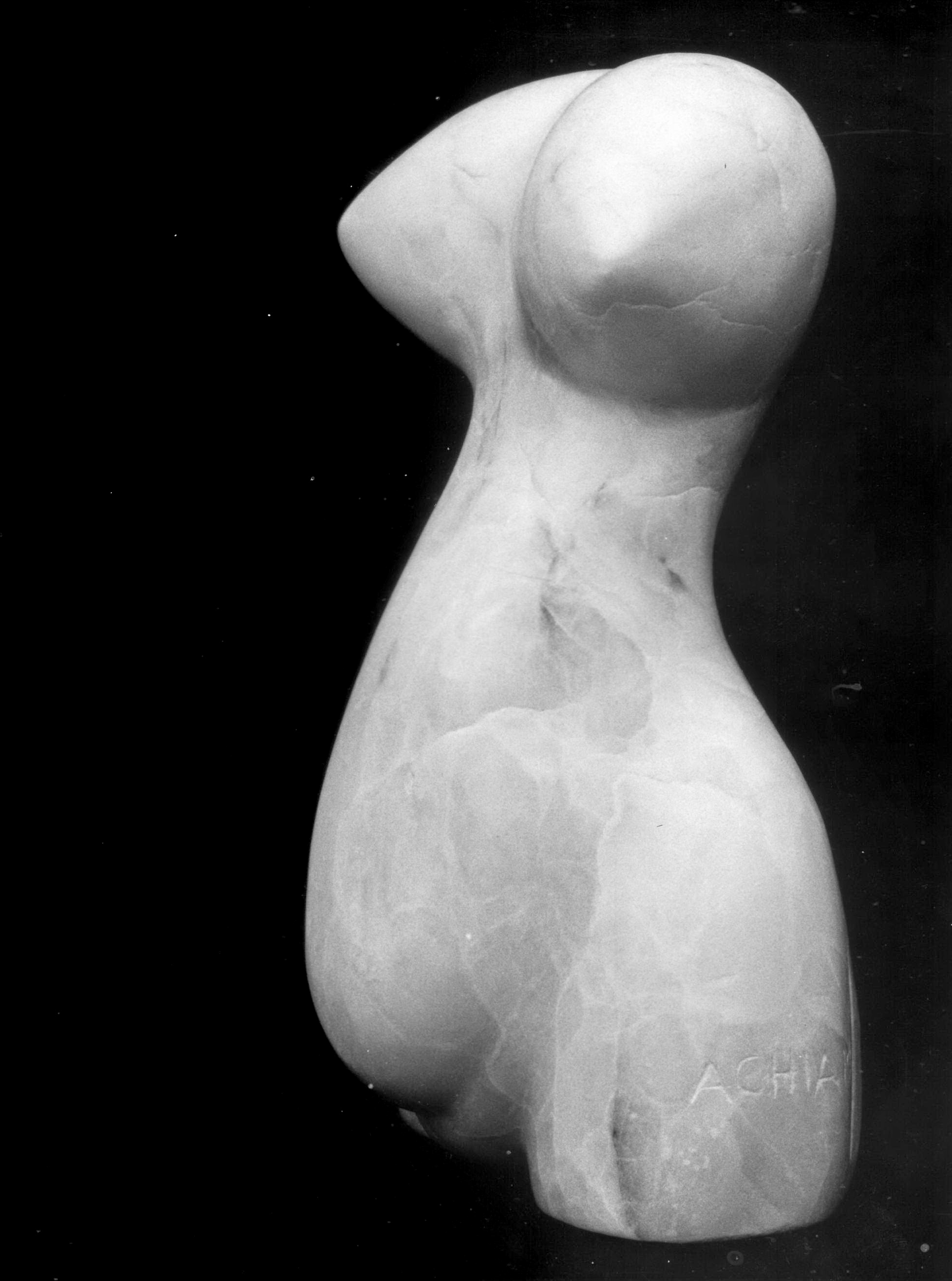
Danse du ventre (Albâtre)
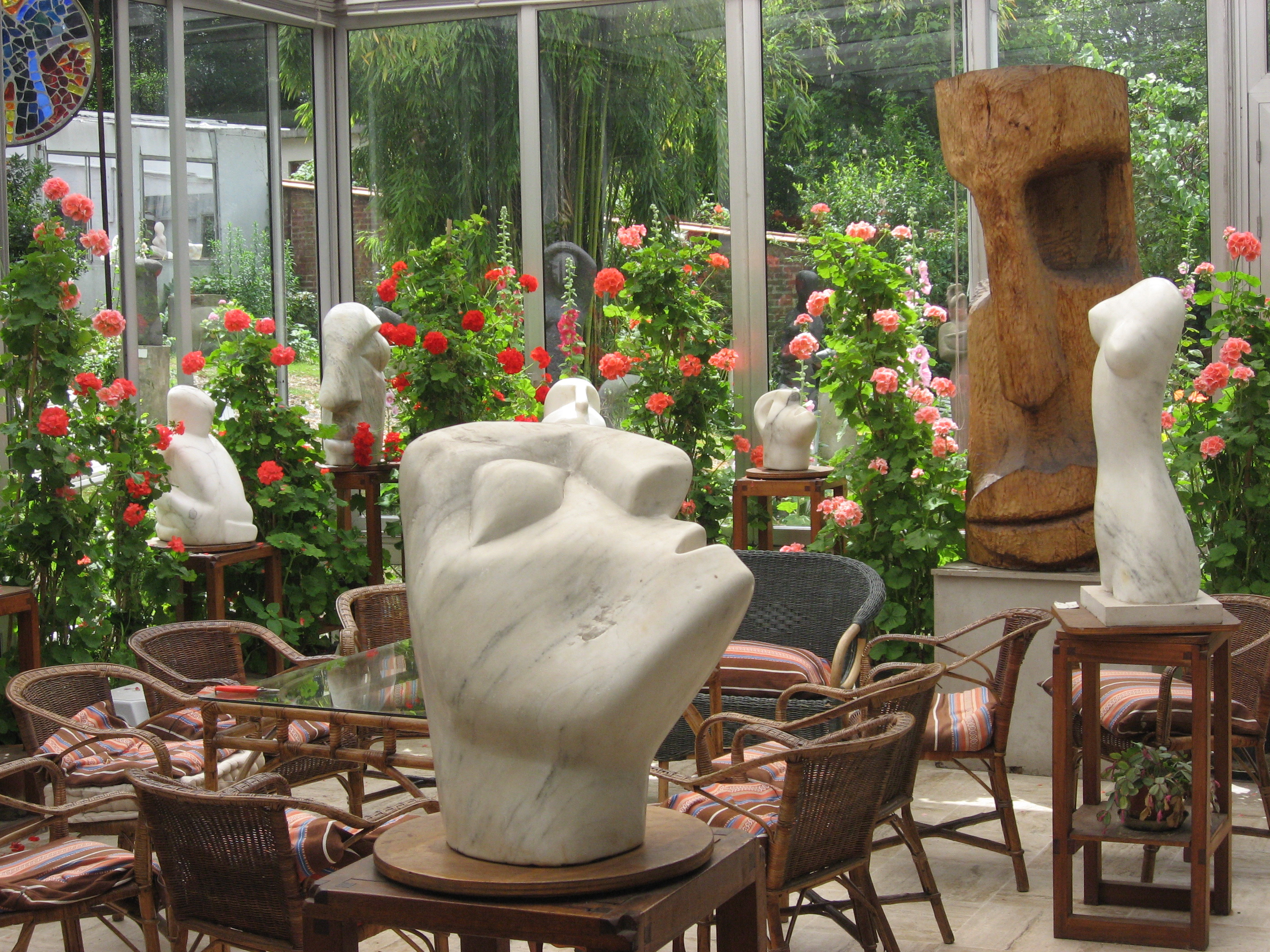
Le Cri (Marbre de Maurienne)

## Décorations
- Chevalier des Arts et Lettres.
- 1947 : Grand prix international du concours pour un monument symbolisant la renaissance de Lidice, ville martyre
- 1953 : Prix Neumann (Genève)
- 1955 : Grand prix de l'Ambassade d'Israël, Paris
- 1965 : Grand Prix des beaux-arts de la ville de Paris en 1965[6].
- 1978 : Prix Cécile Lenchener, Paris

## Collections publiques
Un musée lui est consacré en Israël, dans les anciens thermes romains de Shuni (Parc Jabotinsky),
, à Binyamina, près de Césarée.
Le Musée d'art moderne de la ville de Paris et le Musée national d'Art moderne ont acquis plusieurs de ses œuvres,.
Le Musée Ouvert de Téfen (de) et le Lavon Sculpture Garden (Galilée, Israël) exposent en permanence une dizaine de ses œuvres, où il voisine notamment avec des œuvres d'autres artistes israéliens du XXe siècle, tels que Yitzhak Danziger (en) et Shelomo Selinger
Après sa mort, la communauté d'agglomération Arc de Seine a acquis une vingtaine de ses œuvres pour les mettre à disposition des cinq villes qui la composent. En ce qui concerne Ville-d'Avray, cinq d'entre elles, pour l'essentiel des statues évoquant la musique, sont installées dans le parc du Château à proximité du Conservatoire. À proximité, Sèvres expose 5 œuvres, dont le Coq, le Joueur de guitare, et la Maternité,.
D'autres organismes, tels que le  Gratz College à Philadelphie (États-Unis), le  Musée Esterhazy à Eisenstadt (Autriche), la Caisse des dépôts et consignations détiennent également des œuvres d'Achiam.

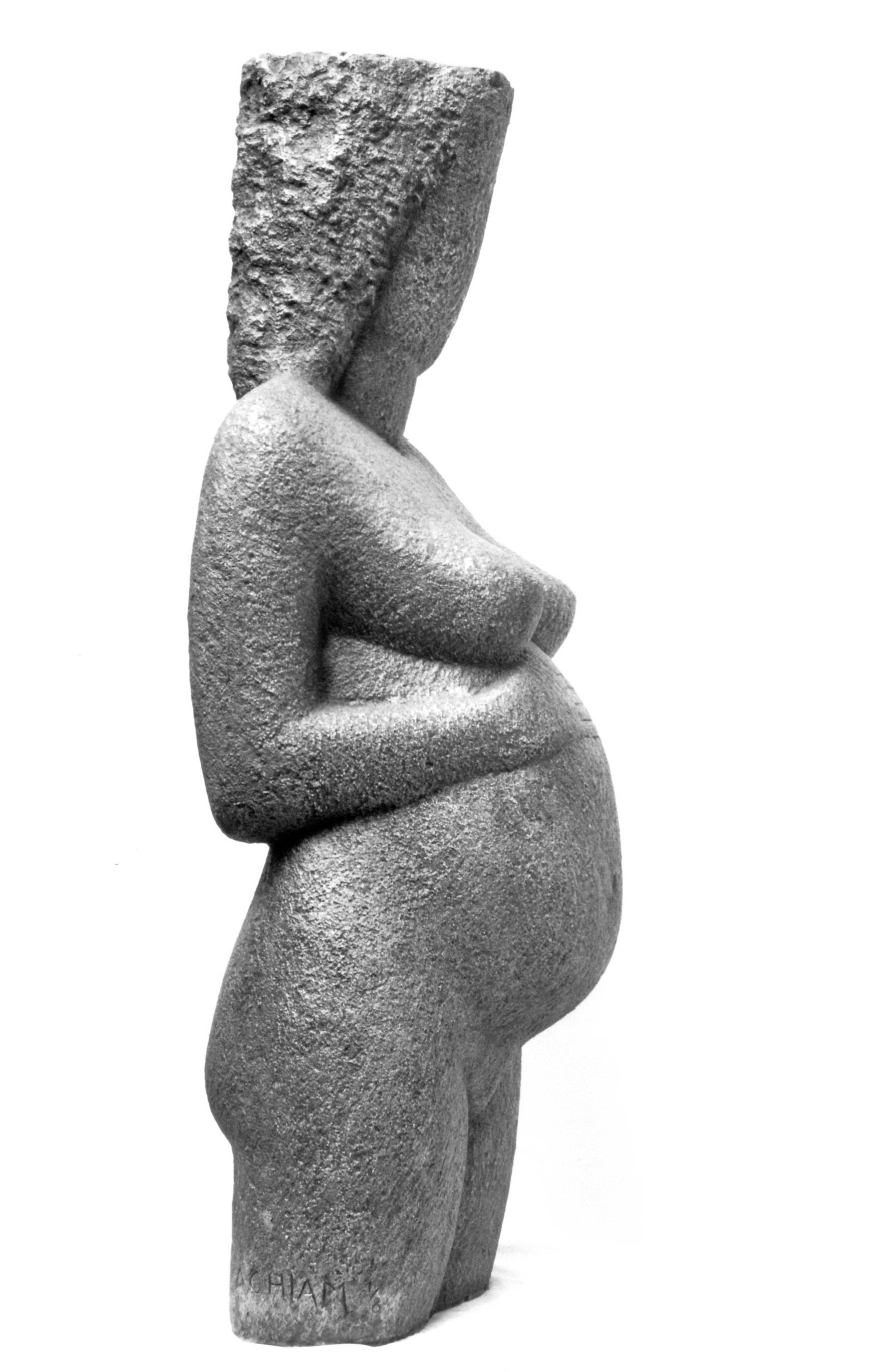
Femme enceinte (Bronze) Collection du Musée de Shuni
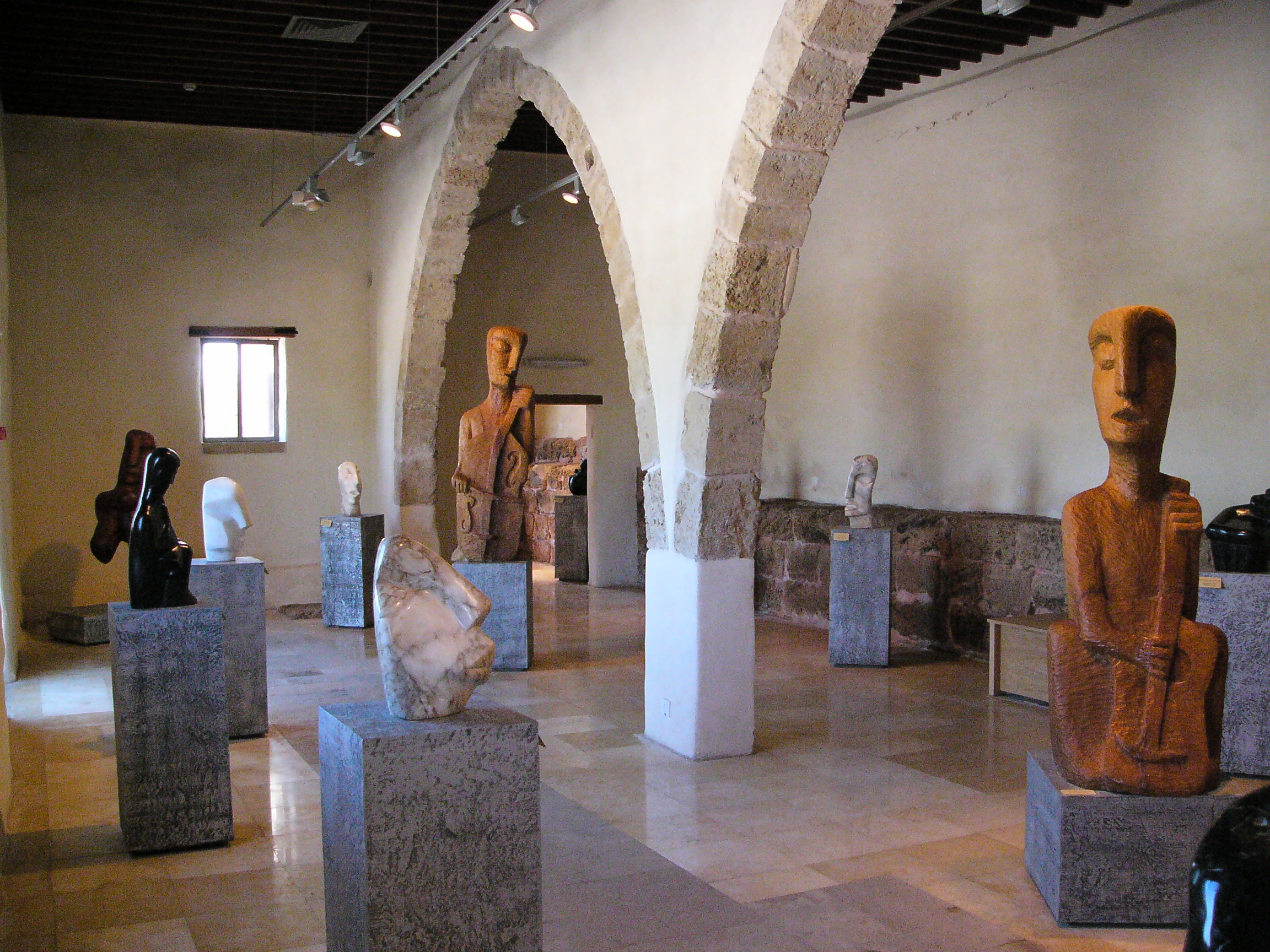
Une salle du musée de Shuni
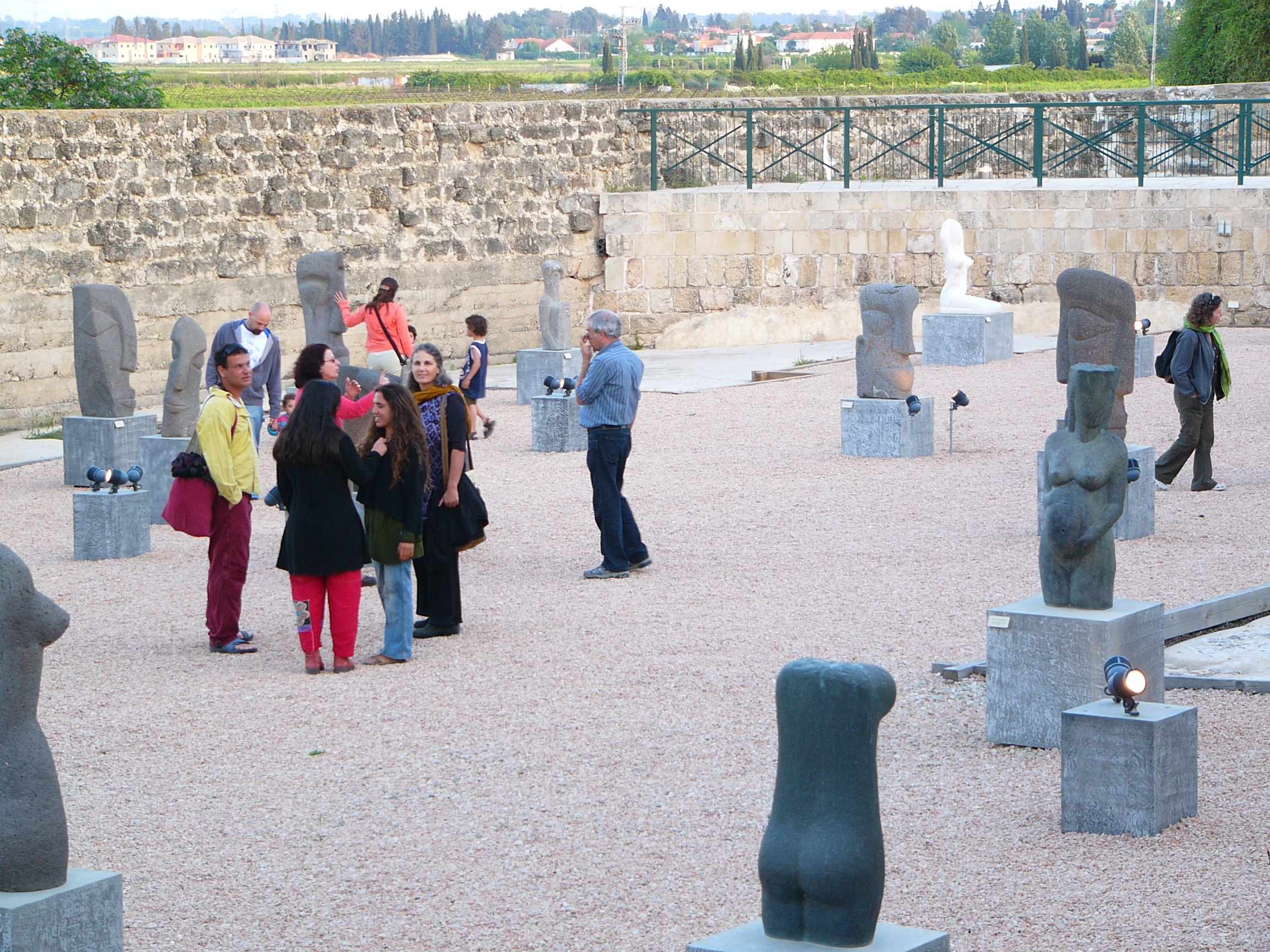
La piscine des anciens thermes romains de Shuni a été réaménagée en espace d'exposition des œuvres monumentales d'Achiam
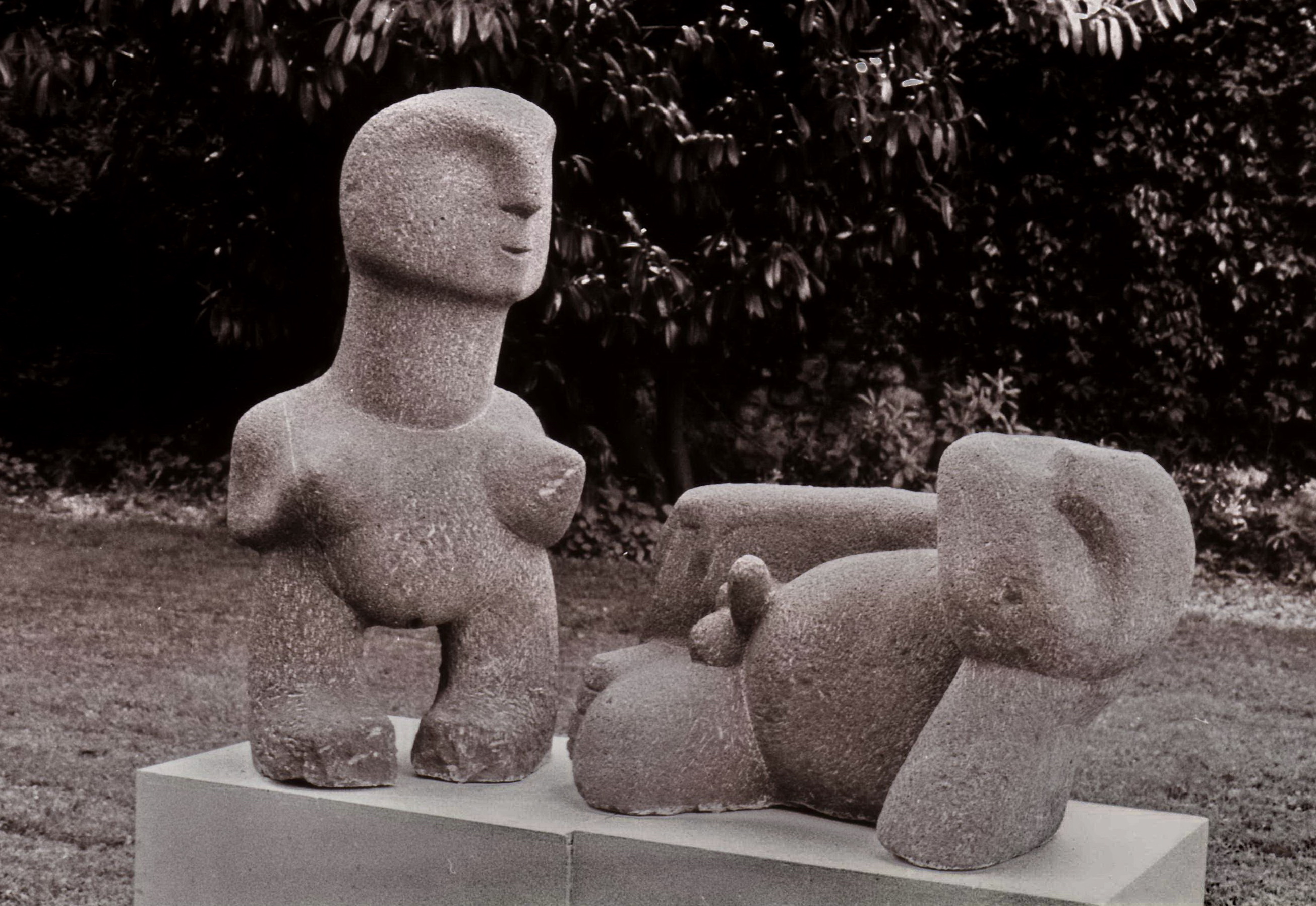
Adam et Ève dans les jardins du Musée ouvert de Téfen
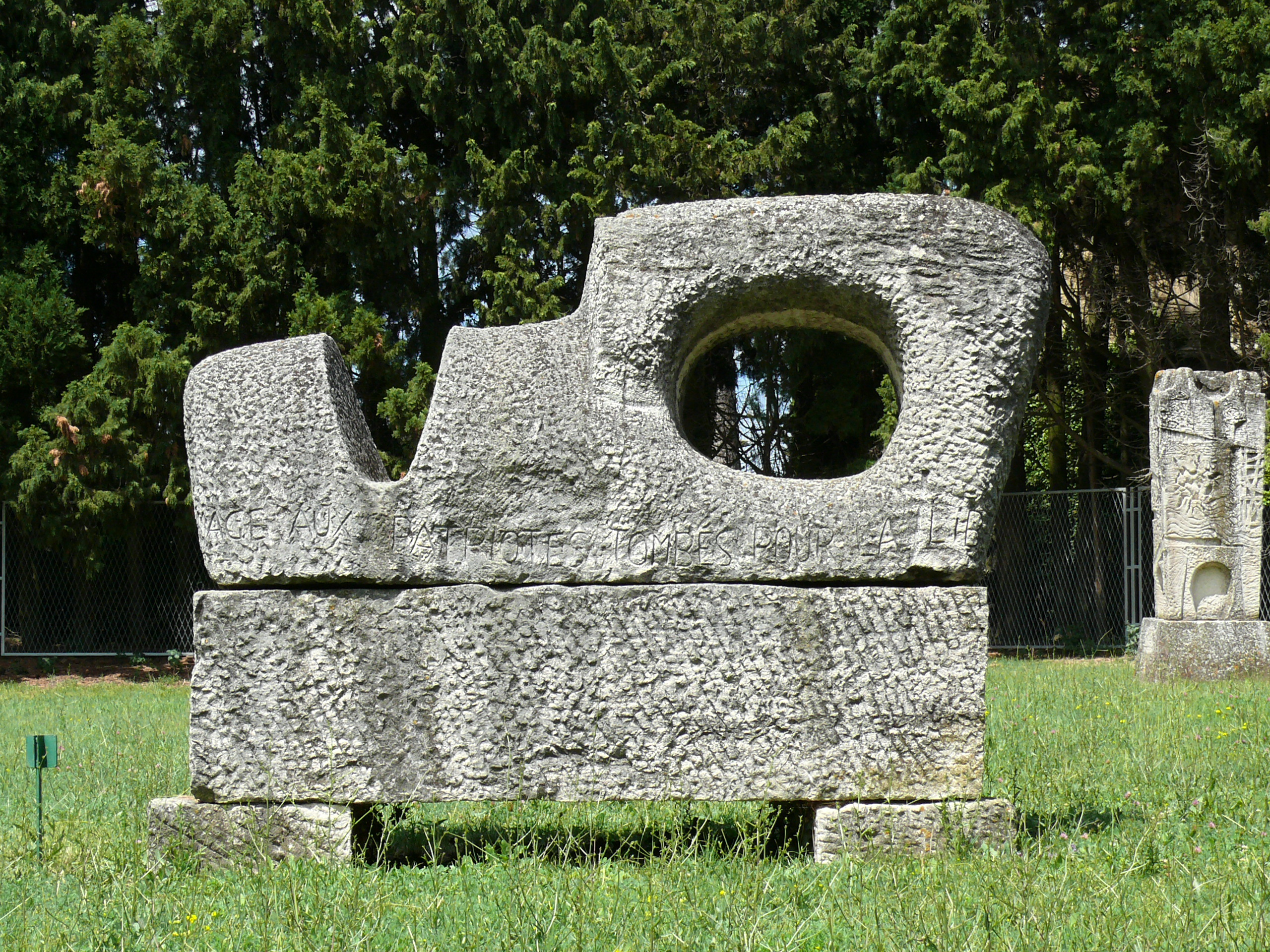
Sculpture réalisée dans le cadre du symposium international de sculptures Forma Viva (1963) à Portorož : Hommage aux patriotes tombés pour la liberté, exposée dans le jardin de sculptures du symposium
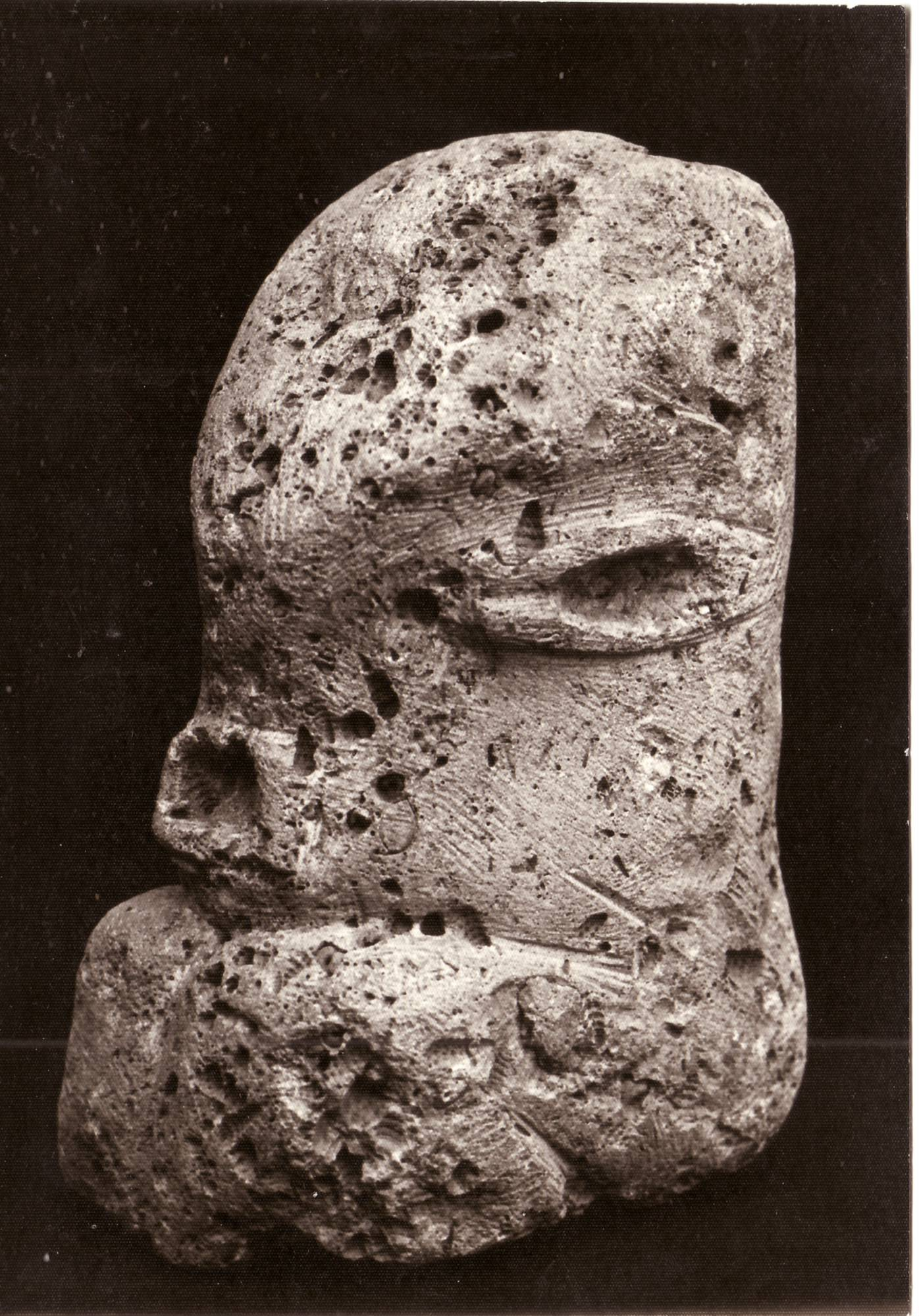
Bébé (Calcaire)
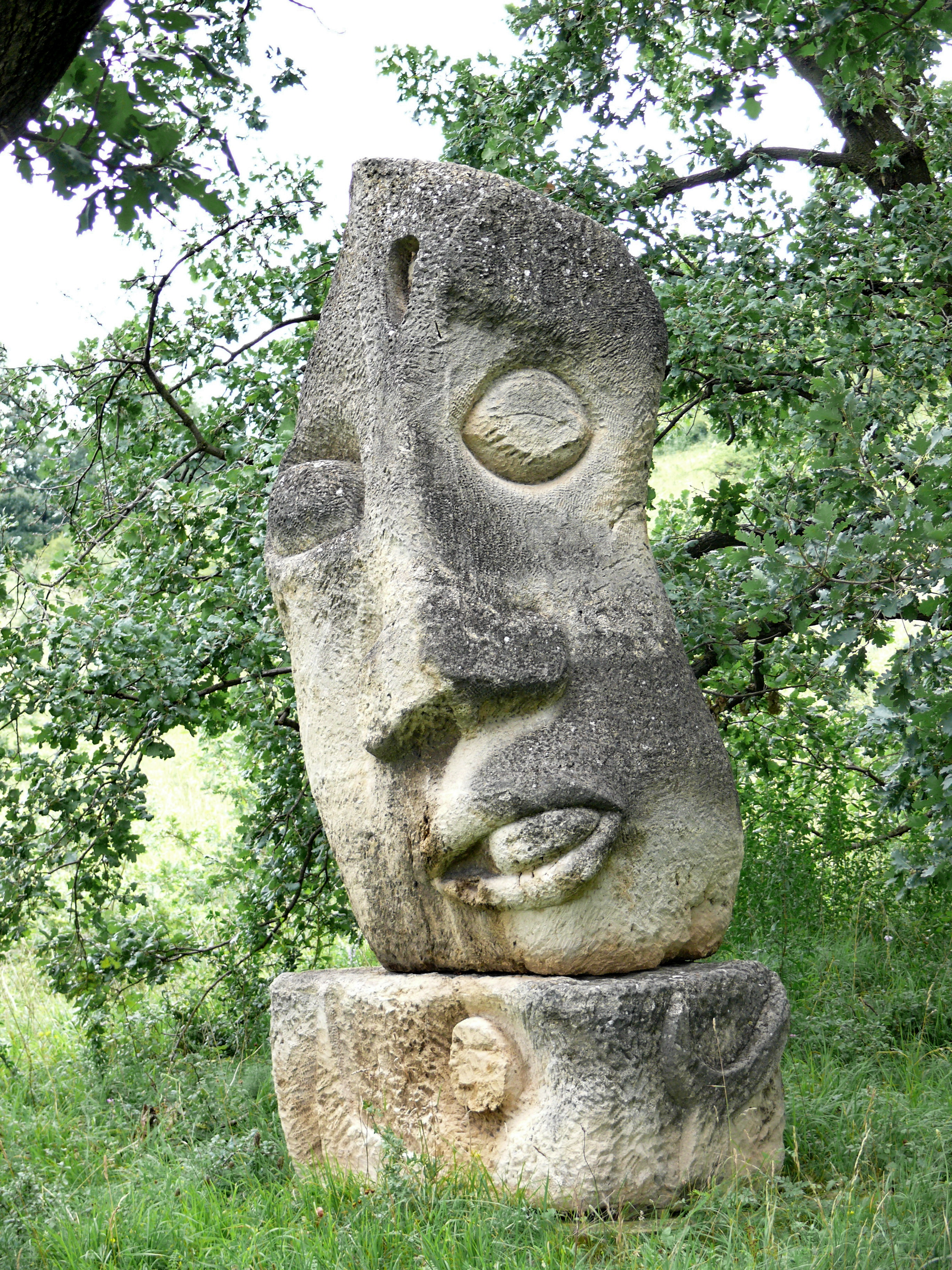
Goliath (Calcaire) œuvre réalisée en 1961 dans le cadre du symposium international de sculptures de St Margarethen (Autriche)
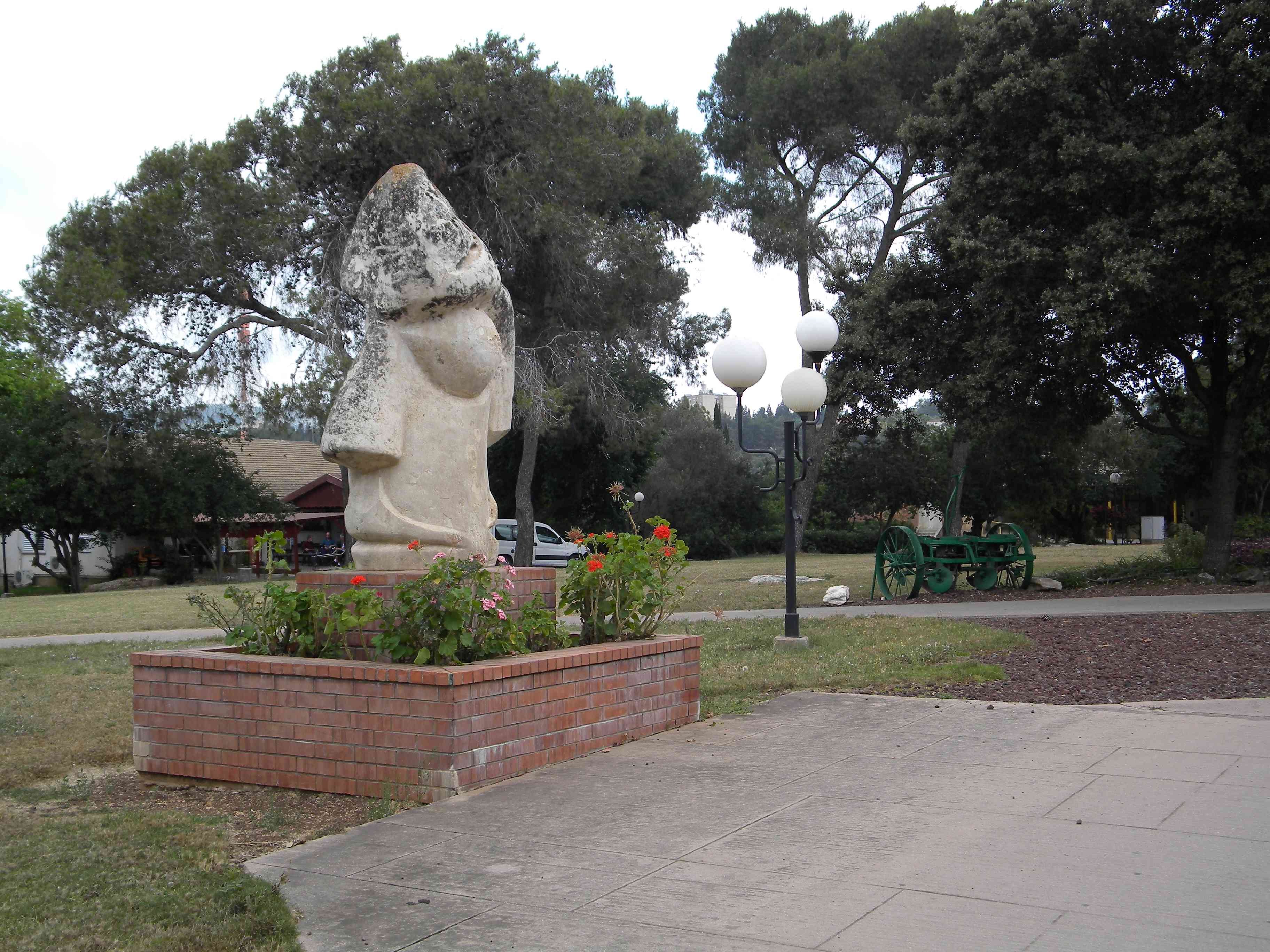
Le Grand kibboutznik (Basalte - 1983), exposé au kibboutz Yif'at (Israël)

## Principales expositions
- 1948 : Paris : Galerie René Drouin.
- 1953 : Paris : Galerie René Breteau.
- 1957 : Paris : Galerie Lara Vinci.
- 1964 : Paris, Mairie du XXe arrondissement  Groupe des Amandiers  exposition collective :
- 1965 : Paris : Galerie Paul Ambroise.
- 1966 : Philadelphie (États-Unis) : Civic Center museum
- 1967 : Paris : Galerie Paul Ambroise.
- 1969 : Nancy : Musée des Beaux Arts
- 1971 : Lausanne (Suisse) : Galerie l'Entracte.
- 1973 : Amsterdam (Pays-Bas) : Israël Galerie.
- 1976 : Paris : Galerie Paul Ambroise.
- 1980 : Haïfa (Israël) : Musée de l'Université.
- 1980 : Eisenstadt (Autriche) : Palais des princes Esterhazy
- 1984 : Paris : Galerie Sculptures.
- 1986 : Meudon (Hauts-de-Seine) : Musée d'Art et d'Histoire.
- 1988 : Tefen (District nord (Israël-Golan) - Israël) : Musée Ouvert.
- 1992 : Meudon (Hauts-de-Seine) : Musée d'Art et d'Histoire.
- 1991-1993 : Tefen (District nord (Israël-Golan) - Israël) : Musée Ouvert.
- 1995 : Les Andelys (Eure) : Musée Nicolas-Poussin.
- 1996 : Ville-d'Avray (Hauts-de-Seine) : Centre culturel Le Colombier.
- 1998 : Trouville-sur-Mer (Calvados) : Galerie du Musée (Musée de Trouville - Villa Montebello).
- 1998 : Sèvres (Hauts-de-Seine) : « Achiam en ville » Dans la ville et au Centre Culturel.
- 2001 : Paris : Galerie Arcane.
- 2002 : Ville-d'Avray (Hauts-de-Seine) : Galerie Corot.
- 2004 : Ville-d'Avray (Hauts-de-Seine) : Centre culturel Le Colombier.
- 2005 : Volvic (Puy-de-Dôme) : Musée Sahut.
- 2007 : Aulnay-sous-Bois : exposition collective sur le thème du trait au buste
- 2012 : Mairie du 16e arrondissement de Paris : exposition collective sur le thème Animal - vous avez dit homme
- 2015 Marché Paul-Bert à Saint-Ouen[17].
- 2019 : Mairie de Sèvres (Hauts-de-Seine) : Exposition consacrée aux sculptures animalières d'Achiam

Une importante vente publique a été organisée par la maison de vente Ader en mars 2020.

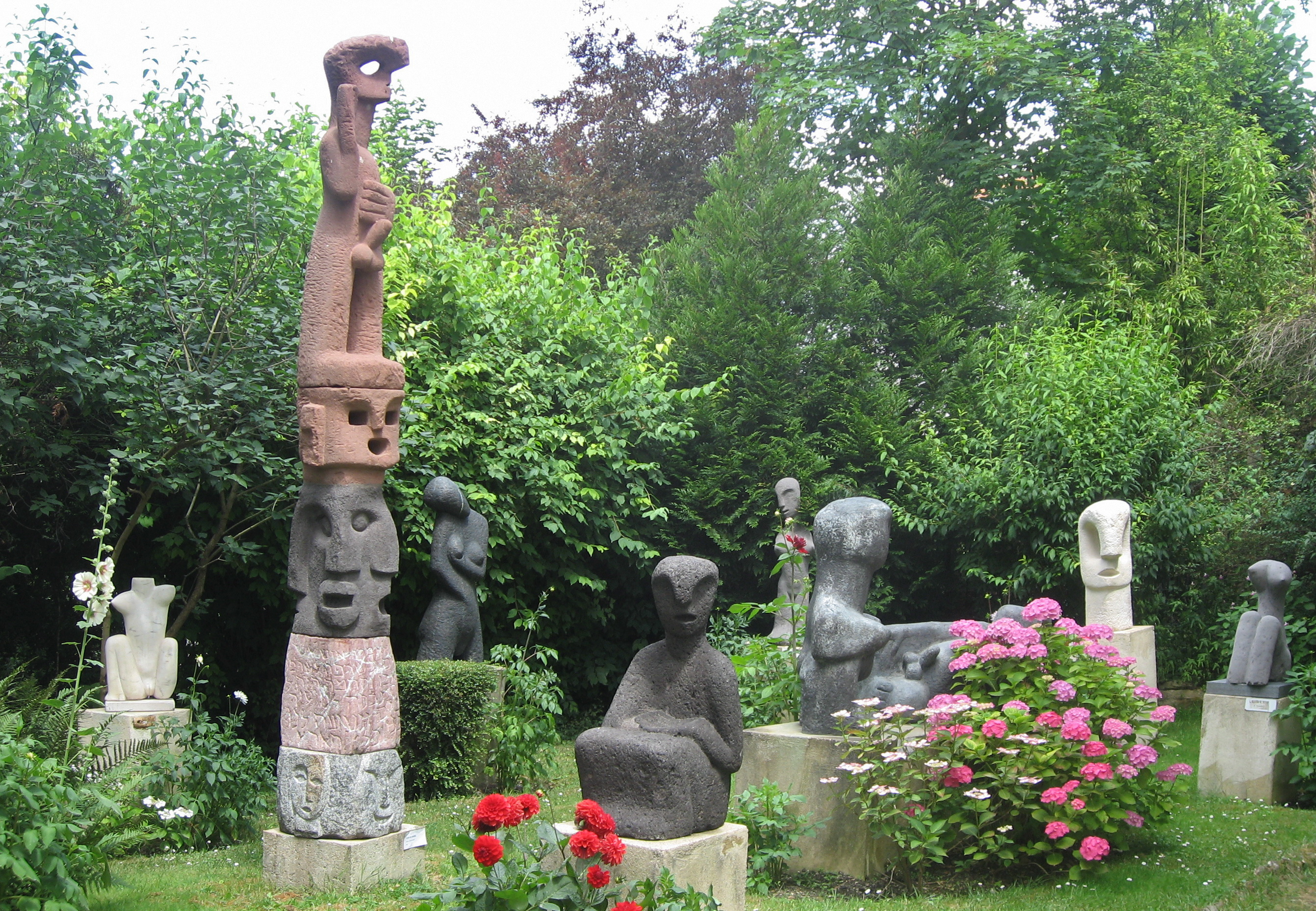
Tour de Babel, dans le jardin de sculptures à Sèvres
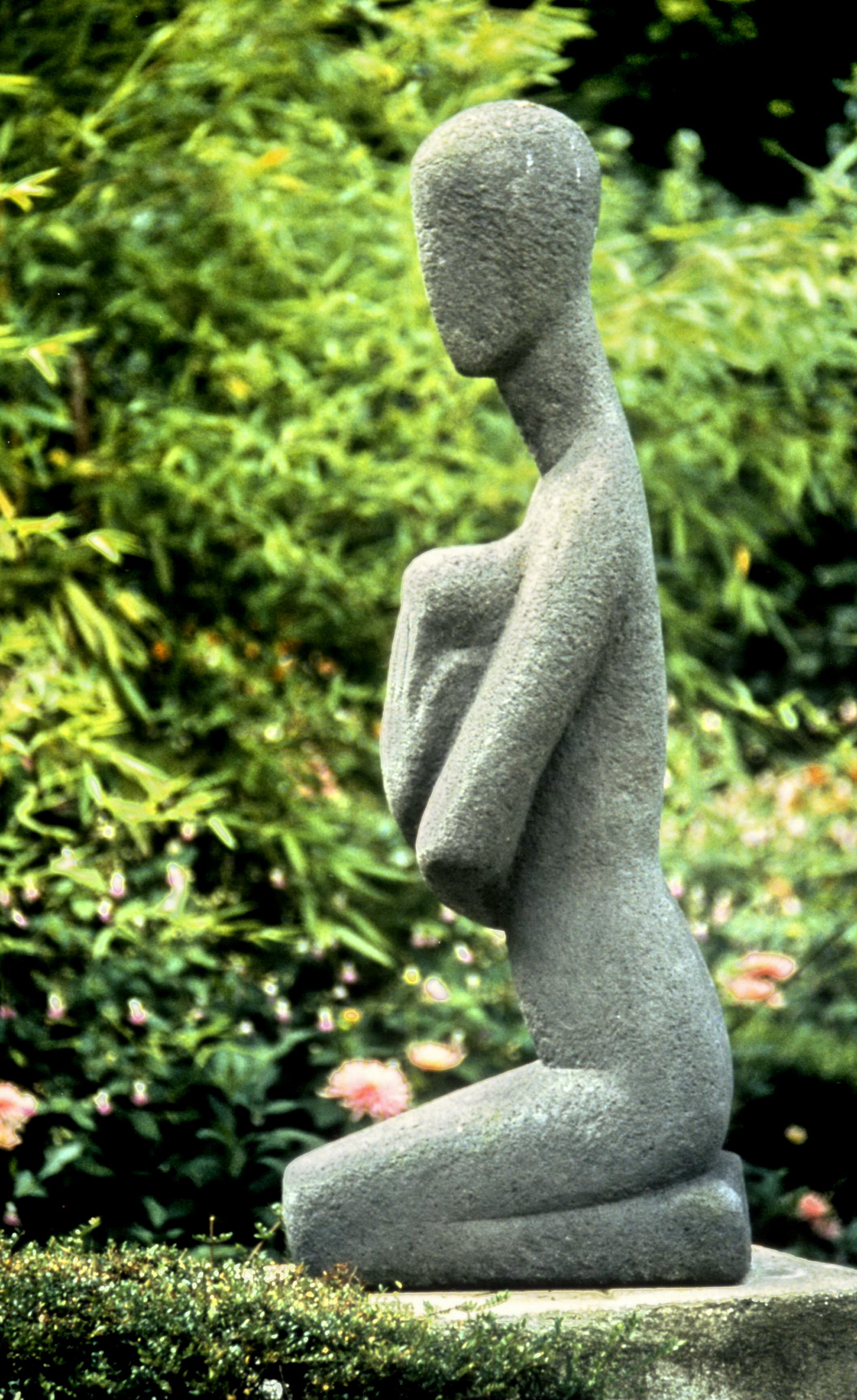
Maternité (Basalte), dans le jardin de sculptures à Sèvres

### Filmographie
- Marianne Rigaud-Roy, La voie d'Achiam, Fémis, 1993 (présentation en ligne)